# War of the Monsters
War of the Monsters es un videojuego de lucha para PlayStation 2 desarrollado por Incog Inc. Entertainment y publicado por Sony Computer Entertainment. Santa Monica Studio ayudó en el desarrollo. El juego se lanzó en PlayStation 2 en enero de 2003 en Norteamérica y en abril en Europa. Para PlayStation 4 fue lanzado en diciembre de 2015.
El juego se desarrolla después de una invasión extraterrestre de la Tierra donde sus combustibles peligrosos han generado monstruos gigantes que luchan entre sí en entornos urbanos. El juego rinde homenaje a las películas kaiju y a las películas de ciencia ficción de los años 50.

## Jugabilidad
En War of the Monsters, los jugadores asumen el papel de grandes monstruos en entornos urbanos. Se juega como un juego de lucha pero funciona de manera diferente a las rondas estructuradas tradicionales. Sin embargo, las peleas pueden incluir hasta 4 jugadores en una estructura lucha simultánea de cuatro vías. La cámara está en perspectiva de tercera persona, lo que permite al jugador concentrarse únicamente en su personaje.
Los monstruos poseen dos barras de estado en cada juego, salud y resistencia. Al igual que el juego de lucha estándar fórmula, cada vez que un monstruo recibe daño, su barra de salud cae hasta que finalmente se acaba agotando, lo que resulta en la derrota del jugador. La resistencia determina con cuánta energía puede realizar un ataque un monstruo. La barra cae si un monstruo recoge a otro enemigo o realiza un ataque a distancia. Si la barra está llena, un monstruo puede realizar ataques especiales, mientras que si la barra está completamente vacía, se vuelven temporalmente incapaces de usar ataques básicos (sin embargo, aún pueden lanzar y atacar con objetos, lo que agrega energía a la barra y ayuda a que se vacíe). la barra se recupera más rápido).
Además, a diferencia de la mayor parte de los juegos de lucha, los jugadores pueden moverse libremente dentro de la ciudad, lo que les permite saltar o escalar desde edificios y acantilados. Los monstruos pueden usar el entorno para infligir daño a sus enemigos haciendo armas con varios objetos que se encuentran dentro de la ciudad, como vehículos y escombros como proyectiles, vigas de acero y columnas de piedra como garrotes. y antenas de radio como una lanza para empalar a otros, aturdiéndolos temporalmente. También hay algunos elementos de entorno, que pueden aumentar la resistencia o la salud, que aparecen como orbes verdes o azules y signos radiactivos flotantes. Los edificios se pueden destruir si un monstruo los ataca directamente o se les arroja. En algunas ciudades, los edificios más altos pueden caerse de lado y aplastar a otros monstruos, provocando su muerte. En el modo Aventura, junto con una serie de peleas con otros monstruos, también están presentes batallas de jefes. Son mucho más grandes que los monstruos estándar y requieren ciertas estrategias para derrotarlos. Las "fichas" también se pueden ganar a través del modo Aventura, que se pueden gastar en la tienda "Desbloquear" para desbloquear más monstruos, ciudades y máscaras de monstruos. Y también puedes desbloquear minijuegos como esquivar la pelota o destruir la ciudad.
Las opciones multijugador permiten dos jugadores a través de pantalla dividida, que se puede configurar para fusionarse en una sola pantalla cuando ambos jugadores están lo suficientemente cerca como para caber en la misma pantalla.

## Trama
La trama tiene lugar en la década de 1950, donde una flota de platillo volador naves de guerra alienígenas invaden la Tierra, causando daños masivos. Los científicos de las naciones del mundo logran crear una serie de armas secretas que, cuando se activan, liberan ondas de choque que provocan un cortocircuito en los platillos y hacen que se estrellen. Desafortunadamente, todos los platillos voladores estaban alimentados por un líquido radiactivo verde, que se filtró cuando se estrellaron. Debido a esto, el combustible infecta a animales, humanos y robots, convirtiéndolos en monstruos mutantes gigantes, creando una guerra por la supremacía entre ellos. El jugador actúa como uno de estos monstruos y lucha contra el resto en ciudades ficticias de todo el mundo y los ovnis restantes.
El modo historia del juego comienza en Midtown Park, donde un simio mutante gigante llamado Congar derrota a una ola de fuerzas militares, pero el monstruo principal combate contra él y lo derrota.
En Gambler's Gulch, el monstruo líder también derrota a la bestia reptil, Togera. Después de la derrota de Togera, un robot de clase militar llamado Robo-47 y los militares aparecen y atacan al monstruo principal, pero también son derrotados. En una base militar en Rosedale Canyon, el monstruo principal se enfrenta a una horda de hormigas gigantes irradiadas y un mega robot, Goliath Prime. Prime y las hormigas son todas derrotadas.
En Metro City, los militares deciden probar su nueva arma, Mecha-Congar, en la mantis gigante, Preytor, que estaba atacando la ciudad. Antes de que pudieran luchar, aparece el monstruo principal y los derrota a ambos. El monstruo principal luego viaja a Century Airfield y derrota a los dragones gemelos llamados Raptros.
Más tarde, en la planta de energía de Atomic Island, el monstruo principal derrota a un enjambre de Kineticlops, monstruos eléctricos vivientes, provocando una fusión nuclear. En las ruinas resultantes, el monstruo principal debe luchar contra una gran criatura vegetal de tres cabezas llamada Vegon. Dos Robo-47 detienen un ataque ovni en el pintoresco Baytown y luego intentan matar al monstruo principal. Ambos son repelidos y golpeados. En la isla del Pacífico de Club Caldera, los monstruos de Magmo, roca y Agamo luchan entre sí con el monstruo principal atrapado en el medio. Ambos son golpeados.
Después de derrotar a dos robots, Ultra-V en "Tsunopolis", el monstruo principal es secuestrado por un OVNI que lo lleva de vuelta a la nave nodriza. Allí, el monstruo principal tiene que defenderse de tres Zorgulons antes de ser secuestrado una vez más cuando la nave nodriza explota, causando que el OVNI se estrelle contra la ciudad de Capitol. Allí, el líder alienígena Cerebulon ataca con un traje de batalla trípode de varias capas. Después de que Cerebulon sea derrotado, el monstruo vencedor principal observa cómo la última parte de Cerebulon, una pequeña criatura tímida parecida a un insecto, huye. Se muestra una película corta sobre el origen del monstruo dependiendo de a quién elija el jugador. Las únicas excepciones son Raptros el dragón y Zorgulon la criatura alienígena que tiene su propio final con un rugido de victoria.

## Valoración
War of the Monsters recibió "críticas generalmente favorables" según el agregador de reseñas Metacritic de videojuegos. En Japón, Famitsu' ' le dio una puntuación de tres sietes y un seis para un total de 27 de 40.
Casi todos los críticos elogiaron el estilo del juego y la lista de monstruos, siendo un homenaje a las películas de monstruos clásicas. IGN declaró que "el juego se inspira en películas como The Beast From 20,000 Fathoms, King Kong, y Godzilla, los personajes inmediatamente parecen estar inspirados en el genial Ray Harryhausen", continúa diciendo "cada una de las 10 bestias gigantes del juego es tan divertida de jugar como de mirar" mientras que GameSpot decía " una presentación elegante le da al juego el estilo de una vieja película de autocine o transmisión de noticias, y realmente funciona bien para acentuar el tema y los personajes retro del juego". -mejor juego de PlayStation 2 de enero de 2003.
GameSpy quedó también impresionado, notando los entornos destructibles, que "WotM captura la alegría de la destrucción más que cualquier otro juego que haya jugado. ¿Creías que derribar edificios era divertido en  Rampage? Es diez... no, doce veces mejor en WotM". Game Informer, sin embargo, se quejó de ciertos aspectos del juego, que "el los ataques desbloqueables son francamente injustos" y que "la cámara perezosa produce numerosos puntos ciegos a lo largo de una batalla". de autoconservación", al que llamaron "comportamiento extremadamente frustrante".